# ملابس بلاستيكية
الملابس البلاستيكية هي ملابس مصنوعة من صفائح بلاستيكية مرنة مثل كلوريد البولي فينيل، على عكس الملابس المصنوعة من المنسوجات المصنوعة من الألياف الاصطناعية القائمة على البلاستيك مثل البوليستر. كانت الملابس البلاستيكية موجودة تقريبًا منذ اختراع البلاستيك المرن، وخاصة الملابس الواقية من المطر المصنوعة من الأقمشة المقاومة للماء.

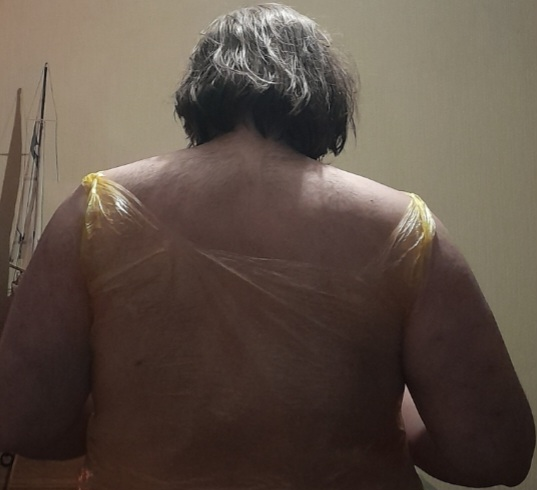
رجل يرتدي كيسًا بلاستيكيًا كقميص

شملت الأزياء خلال الستينيات الملابس البلاستيكية مثل التنانير القصيرة المصنوعة من مادة البولي فينيل كلوريد ومعاطف المطر المصنوعة من مادة البولي فينيل كلوريد. كانت معاطف المطر المصنوعة من مادة البولي فينيل كلوريد غالبًا ما تكون ذات ألوان زاهية، في البداية كميزة أمان على الطريق للأطفال، ولكن لاحقًا كعنصر من عناصر الموضة. كانت هذه السترات أخف وزناً وأرخص بكثير من المعاطف المطاطية أو معاطف المطر المصنوعة من الجبردين المنسوج، كما كان من الممكن جعلها شفافة أو شبه شفافة. كان هناك حماس كبير في ذلك الوقت لاستخدام الملابس البلاستيكية والورقية كملابس مستقبلية.
تستخدم الملابس الحديثة بشكل شائع مواد بلاستيكية مرنة، في شكل صفائح بلاستيكية مرنة وأقمشة بلاستيكية. تُستخدم المكونات البلاستيكية الصلبة أيضًا لاستبدال المكونات التي كانت تُصنع سابقًا من المعدن أو العظام أو المطاط أو مواد أخرى، على سبيل المثال في شكل أزرار ومثبتات الياقات وسحّابات. يتم استخدام المكونات البلاستيكية على نطاق واسع في صناعة الأحذية.
تُستخدم المواد البلاستيكية أيضًا بشكل شائع في الملابس الواقية.
الملابس البلاستيكية ليست مناسبة جدًا لممارسة الرياضة في الظروف الدافئة. إنه ينتج رطوبة نسبية عالية بالقرب من الجلد مما يؤخر تبخر الرطوبة من سطح الجلد، مما يقلل أو في بعض الحالات يمنع التبريد التبخيري.
كما هو الحال مع العناصر البلاستيكية الأخرى، فإن الملابس البلاستيكية غير قابلة للتحلل البيولوجي بشكل عام، والتخلص منها قد يؤدي إلى تلوث البلاستيك. يتم إنتاج العديد من عناصر الملابس البلاستيكية للاستخدام مرة واحدة مثل معاطف المطر المصنوعة من البولي إيثيلين ومعاطف المختبرات وبعض عناصر معدات الحماية الشخصية.
أصبحت الملابس البلاستيكية أيضًا موضوعًا للاهتمام الشهواني، بطريقة مماثلة لملابس المطاط ؛ انظر ملابس PVC وشهوة PVC والمطاط.
كانت هناك أيضًا اتجاهات في الموضة تتضمن ارتداء أكياس التسوق البلاستيكية وأكياس القمامة كملابس، الملابس المصنوعة من الأكياس البلاستيكية هي أيضًا عنصر من عناصر القمامة.